# Embryoblast

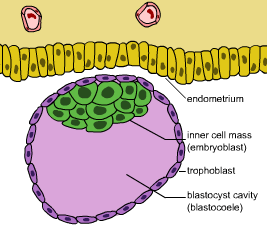
Na tomto obrázku je rané embryo (kulovitý útvar), které se blíží k endometriu (děložní sliznici, žlutě). Fialové buňky na povrchu embrya jsou buňky trofoblastu, uvnitř je blastocoel a vlastní embryonální buňky, embryoblast

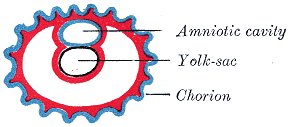
Pozdější stadium, lidské embryo: v embryoblastu vznikají dvě dutiny – amniová a žloutkový vak

Embryoblast (neboli vnitřní masa buněk, ICM) je skupina buněk v raném savčím zárodku (blastocystě), z nichž se později vyvíjí vlastní plod. Vzniká u většiny placentálů včetně člověka. Obecně pro všechny savce se však používá obecnější termín pluriblast, označující mírně odlišnou strukturu.[zdroj?] Embryoblast je tvořen kmenovými buňkami, které mohou dát vznik všem buňkám, kromě buněk trofoblastu.

## Vznik a vývoj
Embryoblast vzniká v časné fázi vývoje embrya, ještě předtím, než dojde k zahnízdění do děložní sliznice. Leží uvnitř blastocoelu, na jednom pólu blastocysty. Celá blastocysta je přitom v této době obklopena trofoblastem. Po zahnízdění embrya v děložní sliznici se embryoblast diferenciuje ve dvě části, souhrnně označované jako bilaminární blastoderm:
- epiblast – válcovité buňky na vnějším okraji embryoblastu (směrem k trofoblastu)
- hypoblast – krychlové buňky na vnitřním okraji embryoblastu (směrem do blastocoelu)

Uvnitř epiblastu vzniká velmi brzy amniová dutina, kolem níž se soustředí buňky známé jako amnioblasty. V této podobě je lidské embryo na konci 9. dne. Z hypoblastu se odděluje skupina buněk, které formují žloutkový vak – ten do velké míry nahrazuje bývalý blastocoel. Embryo je navíc zavěšeno pomocí zárodečného stvolu uvnitř tzv. choriového vaku (obklopeného chorionem). Až třetí týden celý zárodek gastruluje a v budoucnu bude vlastní embryo tvořeno právě embryoblastem – ale pouze jeho částí, epiblastem.